# Paul Hasluck

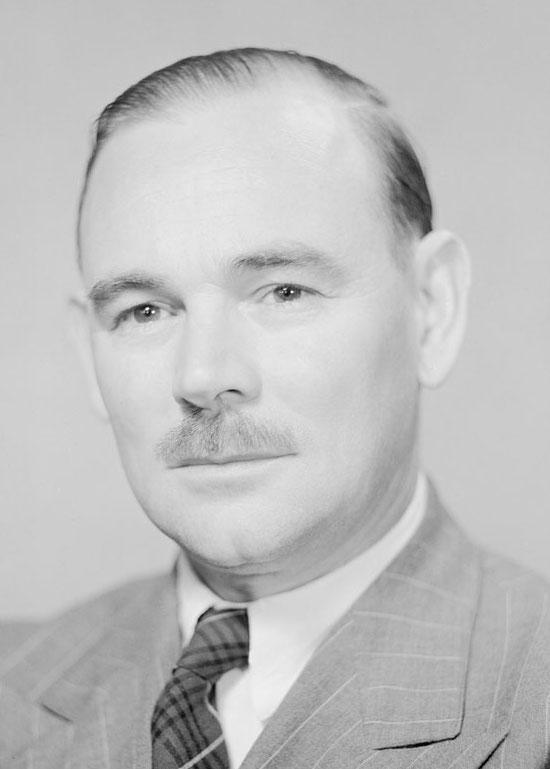
Paul Hasluck

Sir Paul Meernaa Caedwalla Hasluck, KG, GCMG, GCVO (* 1. April 1905 in Fremantle, Western Australia; † 9. Januar 1993 in Gosnells, Western Australia) war ein australischer Politiker und unter anderem Außenminister und Generalgouverneur des Landes.

## Frühes Leben
Hasluck wurde in Fremantle, Western Australia in eine Familie, die der Heilsarmee angehörte, geboren. Deren Philosophie wirkte auf ihn während seiner ganzen politischen Karriere. Er besuchte die prestigeträchtige Perth Modern School (die auch Premierminister Bob Hawke besuchte) und die University of Western Australia, wo er den „Master of Arts“ machte.
Im Jahr 1923 zog es Hasluck zur Literatur-Abteilung von The West Australian und begann eigene Werke zu veröffentlichten – hauptsächlich über die Geschichte von Western Australia. An der Universität wurde er 1939 Dozent für Geschichte. Im Jahr 1932 heiratete er Alexandra Darker, mit der er zwei Söhne hatte. Als Dame Alexandra Hasluck (1908–1993), war sie selbst eine begabte Schriftstellerin und Historikerin.
Im Jahr 1941 wurde Hasluck für das australische Außenministerium als Schreiber angeworben und folgte den australischen Delegationen zu verschiedenen Versammlungen, u. a. der Konferenz von San Francisco, welche die Gründung der UN zur Folge hatte. Bei dieser Gelegenheit kam er in engen Kontakt mit dem Außenminister der Regierung um die Australian Labor Party, Herbert Vere Evatt, von dem er einen negativen Eindruck erwarb.
Nach dem Krieg kehrte Hasluck an die University of Western Australia zurück, um Geschichte zu lehren und erhielt die Aufgabe zwei Ausgaben für Australia in the War of 1939–1945 zu schreiben, welches insgesamt 22 Bände umfasst. Hasluck's Abhandlungen wurden als The Government and the People 1939–1941 im Jahr 1951 und The Government and the People 1941–1945 im Jahr 1970 veröffentlicht. Seine Arbeit wurde von seinem Einstieg in die Politik unterbrochen, welcher vor allem mit seiner Unzufriedenheit über Evatts Außenpolitik zu tun hatte.

## Politische Karriere
Bei den Bundeswahlen 1949 wurde Hasluck als Abgeordneter der Liberal Party of Australia im Wahlkreis Curtin gewählt. Im Jahr 1951 ernannte ihn Premierminister Robert Menzies als Minister für die australischen Territorien. Diesen Posten hielt er zwölf Jahre lang. Er hatte die Verantwortung über die australische Kolonie Papua-Neuguinea und das Northern Territory, wo die meisten Nachfahren der Aborigines leben. Obwohl er die paternalistische Politik jener Zeit befürwortete und eine Anpassungspolitik für die Aborigines betrieb, erreichte er große Verbesserungen in ihrer allgemeinen Behandlung.
In den Jahren 1963 und '64 war Hasluck kurz Verteidigungsminister und anschließend Außenminister. Er war im Amt während Australiens Beteiligung am Vietnamkrieg, den er leidenschaftlich unterstützte. Er arbeitete an der Stärkung der australischen Beziehungen zu den Vereinigten Staaten und den anti-kommunistischen Regierungen in Südost-Asien und war gegen die Anerkennung der Volksrepublik China.
Nach dem Tod von Premierminister Harold Holt im Dezember 1967, war Hasluck überzeugt, dass der bisherige Schatzmeister William McMahon, von dem er nur eine sehr geringe Meinung hatte, nicht Premier werden sollte. Er bot sich selbst als Alternative zu McMahon an, doch da er bereits 64 Jahre alt war und zu konservativ für den Geschmack der Partei, bevorzugten viele Abgeordneten der Liberalen den jüngeren und aggressiveren John Gorton, um eine Konkurrenz zur Australian Labor Party darzustellen.

## Generalgouverneur
Gorton fühlte sich unbehaglich einen direkten Konkurrenten noch im Kabinett zu haben, so dass er Anfang 1969 Hasluck den Posten als Generalgouverneur anbot. Dieser nahm die neue Herausforderung an. Am 10. Februar 1969 trat er aus dem Parlament zurück. Dieser Schritt könnte ihm einen zweiten Anlauf auf das Amt als Premier gekostet haben, da Gorton 1971 die Führung der Liberalen verlor und Hasluck weiterhin in der Partei mehr Ansehen als McMahon hatte.
Im Juli 1974 lief Haslucks Amtsperiode als Generalgouverneur aus. Aus Zeichen seines Respekts bot Premierminister Whitlam ihm an im Amt zu bleiben. Hasluck schlug dieses jedoch aus mit der Begründung in sein Privatleben zurückzukehren. Hasluck kehrte nach Perth zurück, wo er sich in kulturellen und politischen Angelegenheiten bis zu seinem Tod 1993 engagierte.

## Ehrungen
Am 21. Februar 1969, als designierter Generalgouverneur, wurde er von Königin Elisabeth II. zum Knight Grand Cross des Order of St Michael and St George (GCMG) ernannt. Am 29. Mai 1970 ernannte sie ihn zudem zum Knight Grand Cross des Royal Victorian Order (GCVO) und am 24. April 1979 zum Knight Companion des Hosenbandorden (KG).
Der Bundeswahl-Bezirk Hasluck wurde nach ihm und seiner Frau benannt.